# 5x2
«5x2» (фр. 5x2) — фільм 2004 року французького режисера Франсуа Озона.

## Сюжет
Перед нами — п'ять сцен за участю двох.
Фільм розкручує сюжет назад, починаючи з кінця. Вперше ми бачимо Меріон (Валерія Бруні Тедескі) і Жиль (Стефан Фрейсс) у момент їхнього розлучення. Всі мости спалені і рубікони перейдені. Ідея зайнятися сексом востаннє виявляється невдалою. Вони ще більше сваряться. Все — кінець, крапка.
Наступна новела починається як банальна мелодрама. День з життя щасливої молодої родини.
У третьому епізоді вагітна Меріон опиняється сам на сам зі своїми проблемами.
Четвертий — їхнє весілля. Галасливі і багатолюдні веселощі підходять до кінця, і молодята вирушають до спальні.
І, нарешті, сама мелодраматична й щаслива частина — їхнє знайомство на курорті.
Брат головного героя — гей, у нього молодий коханець, і одного разу всі четверо вечеряють разом. Досить розкуто спілкуються на теми гомосексуальності. А Жиль (чоловік Меріон) навіть розповідає їм про свій гомосексуальний досвід, що стався на очах у дружини. Причому в пасивній ролі. Втім, порядок подій не так вже важливий.

## У Ролях
- Валерія Бруні-Тедескі — Маріон
- Стефан Фрейсс — Жиль
- Жеральдін Співала — Валері
- Франсуаза Фабіан — Монік
- Майкл Лонсдейл — Бернар